# Ledoktempuro
Ledoktempuro is een bestuurslaag in het regentschap Lumajang van de provincie Oost-Java, Indonesië. Ledoktempuro telt 4244 inwoners (volkstelling 2010).